# Улица Сафронова (Ломоносов)
Улица Сафро́нова — улица в городе Ломоносове Петродворцового района Санкт-Петербурга. Проходит от дома 2 до Александровской улицы.
Изначально, с 1940-х годов, называлась Примо́рской улицей, поскольку расположена на приморской возвышенности.
12 декабря 1983 года ее переименовали в улицу Сафронова — в честь генерал-майора А. И. Сафронова, командующего 48-й стрелковой дивизией, оборонявшей Ораниенбаум во время Великой Отечественной войны.
Улица Сафронова по сути является внутриквартальным проездом. Около дома 6 она имеет сдвиг. Начального участка (между домами 1—3 и 2) нет.

## Застройка

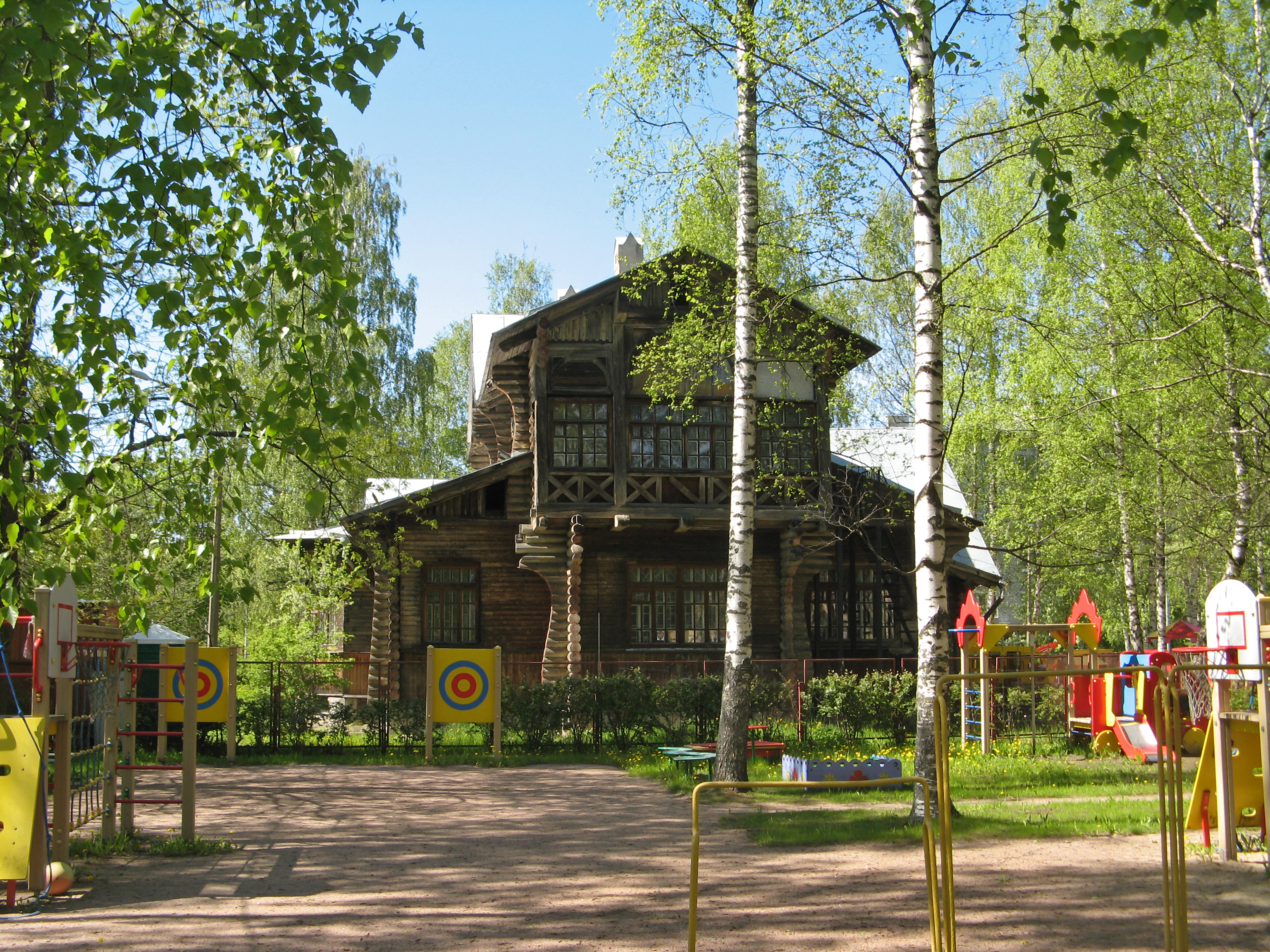
Дом № 7 по улице Сафронова

- дом 7 — дача (начало XX в.; объект культурного наследия регионального значения[2])

## Интересный факт
Ранее в Ломоносове существовала другая улица Сафронова. Она располагалась у пересечения Ораниенбаумского проспекта и улицы Федюнинского. Название существовало с 1950-х до 1982 года. После упразднения название перенесли на Приморскую улицу.